# Dynamite Kid
Pour les articles homonymes, voir Billington.
Thomas Billington, né le 5 décembre 1958 à Golborne et mort le 5 décembre 2018 à Ince-in-Makerfield (en), plus connu sous son nom de ring de Dynamite Kid, est un catcheur britannique.
Il se fait connaitre dans un premier temps au Royaume Uni avant de partir au Canada avec Davey Boy Smith où il travaille à la Stampede Wrestling au début des années 1980 tout en faisant des tournées au Japon à la New Japan Pro Wrestling et à l'All Japan Pro Wrestling. Durant cette période, il est le principal rival de Tiger Mask au Japon qu'il affronte dans des matchs pour le championnat poids lourd junior de la WWF, il remporte d'ailleurs une fois ce titre. Il rejoint la World Wrestling Federation fin 1984 et y fait équipe avec son compatriote Davey Boy Smith avec qui il forme les British Bulldogs. Ils remportent une fois le championnat du monde par équipes de la WWF. Ils se font renvoyer en 1987 après de multiples altercations avec des catcheurs. Il retourne à la Stampede Wrestling et à la All Japan Pro Wrestling et arrête sa carrière en 1996. Après sa retraite, sa santé se détériore puisqu'il se retrouve dans une chaise roulante.

## Jeunesse
Thomas Billington est le fils de Bill et Edna Billington, un mineur et une mère au foyer, et grandit à Golborne,. Il a deux sœurs et un frère. Son père et son oncle Eric sont d'ancien boxeurs et Tom apprend ce sport avec eux et il est un bon gymnaste à l'école,.

## Carrière de catcheur

### Débuts en Grande-Bretagne (1975-1978)
Billington commence à faire du catch dès l'âge de 14 ans. Max Crabtree, le promoteur de Joint Promotions, voit en lui un babyface idéal car il exécute parfaitement les prises et a un style acrobatique. Il devient champion de Grande-Bretagne des poids-légers le 23 avril 1977 puis champion de Grande-Bretagne des poids welters le 25 janvier 1978 ainsi que champion d'Europe des poids welters le 22 mars de cette même année,,. Au cours d'un de ses voyages en Europe, Bruce Hart, un des fils du fondateur de la Stampede Wrestling Stu Hart, rencontre Billington et un de ses amis d'enfance Davey Boy Smith alors que les deux hommes luttent en Angleterre. Il décide de faire venir les deux hommes au Canada où ils sont présentés comme étant cousins.

### Stampede Wrestling (1978-1984)
Billington arrive à la Stampede Wrestling, une fédération basée à Calgary en 1978 avec la recommandation de Bruce, Ross, Keith et Bret Hart. Il y est d'abord un babyface avant de faire un heel-turn et a John Foley comme manager. Il constate aussi qu'il a besoin de prendre des stéroïdes afin d'apparaître comme plus musclé. Stu Hart, le promoteur de cette fédération, décide de faire de lui le premier champion des poids mi-lourd du Commonwealth britannique en juin 1978. Il devient le rival de Bret Hart avec qui ils s'affrontent à de nombreuses reprises dans des matchs pour le championnat des poids mi-lourd et s'échangent ce titre à trois reprises. En plus de cela, il remporte à cinq reprises le championnat international par équipes de la Stampede avec Sekigawa, Loch Ness Monster, Kasavudu, Duke Myers et Davey Boy Smith.

### New Japan Pro Wrestling(1980-1984)
Dynamite Kid commence à lutter ponctuellement à la New Japan Pro Wrestling en 1980 où il affronte plusieurs fois Tatsumi Fujinami qui est alors champion poids lourd junior de la World Wrestling Federation (WWF),,. C'est à partir de 1981 qu'il commence à y travailler plus souvent en étant le principal rival de Tiger Mask. Il perd un match simple le 23 avril face à ce dernier qui fait ses débuts sous ce gimmick.
Fin 1981, Fujinami rend son titre pour passer dans la catégorie des poids lourd. Antonio Inoki, le fondateur de la New Japan Pro Wrestling, qui trouve les matchs entre ces deux catcheurs impressionnant décide de faire de Dynamite Kid et Tiger Mask les challengers pour ce titre. Ce combat a lieu le 1er janvier 1982 qui voit le sacre de Tiger Mask. Ils se retrouvent au Madison Square Garden durant une émission de la WWF le 30 août où l'issue est toujours la même. En fin d'année, le Wrestling Observer Newsletter désigne un des matchs opposant Dynamite Kid à Tiger Mask le 5 août comme étant le combat de catch de l'année.
En 1983, il affronte à deux reprises Kuniaki Kobayashi dans des matchs pour le championnat poids lourd junior de la WWF alors vacant le 3 et 4 avril mais ils ne parviennent pas à se départager,. Tiger Mask revient et ils ont un match pour ce titre le 21 avril qui se conclut sur un double décompte à l'extérieur. Cet affrontement s'avère être de grande qualité au point que Dave Meltzer, le rédacteur en chef du Wrestling Observer Newsletter, lui attribue pour la première fois la note maximale de cinq étoiles.

### Style de catch
Dynamite Kid a un style technique et a un style hybride qui mélange le catch européen, le catch nord-américain qu'il apprend à la Stampede Wrestling et le strong style de la New Japan Pro Wrestling. Il est aussi l'inventeur de deux prises de catch : la superplex et le tombstone piledriver.
Il est un des premiers catcheurs de la catégorie des poids lourd-légers à avoir le statut de catcheur vedette au Canada et au Japon.

## Vie privée
Il épouse Michelle Smadu, la sœur de la première épouse de Bret Hart en 1982, ils ont trois enfants et divorcent en 1991. Il se marie une seconde fois avec une femme du nom de Dot avec qui il vit à Hindley (en) dans la banlieue de Manchester.

## Mort
En 1997, Billington perd l'usage de sa jambe gauche. Il se retrouve paralysé et est en chaise roulante et ne va plus jamais marcher. Il fait un accident vasculaire cérébral en novembre 2013.
Il meurt des suites de ses blessures, le 5 décembre 2018, le jour de son soixantième anniversaire.

## Palmarès
- All Japan Pro Wrestling (AJPW)
  - 1 fois champion international poids lourd junior de la National Wrestling Alliance (NWA)[24]
  - 1 fois champion par équipes All Asia avec Johnny Smith[25]
- Joint Promotions
  - 1 fois champion de Grande-Bretagne des poids légers[5]
  - 1 fois champion de Grande-Bretagne des poids welters[6]
  - 1 fois champion d'Europe des poids welters[7]
- New Japan Pro Wrestling
  - 1 fois champion poids lourd junior de la World Wrestling Federation[a],[14]
- Pacific Northwest Wrestling
  - 1 fois champion par équipes de la Pacific Northwest avec The Assassin[26]
  - 1 fois champion poids lourd de la Pacific Northwest[27]
- Stampede Wrestling
  - 4 fois champion des poids mi-lourd du Commonwealth britannique de la Stampede[10]
  - 5 fois champion international par équipes de la Stampede avec Sekigawa, Loch Ness Monster, Kasavudu, Duke Myers et Davey Boy Smith[11]
- World Wrestling Federation (WWF)
  - 1 fois champion du monde par équipes de la WWF avec The British Bulldog[28]

## Récompenses des magazines
- Pro Wrestling Illustrated
  - 4e équipe de l'année avec Davey Boy Smith en 1985[29]
  - 3e équipe de l'année 1986 avec Davey Boy Smith en 1986[29]
  - 2e catcheur le plus inspirant de l'année1987[30]
  - Classé 92e au classement PWI500 en 1991[31]
- Tokyo Sports
  - Prix pour l'ensemble de sa carrière en 1991[32]
- Wrestling Observer Newsletter
  - Match de l'année 1982 face à Tiger Mask le 5 août[15]
  - Catcheur le plus sous-estimé de l'année 1983[33]
  - Prise de catch de l'année 1984 avec Davey Boy Smith (enchainement Military press de Smith suivi d'un Dropkick  de Dynamite Kid)[34]
  - Meilleur catcheur aérien de l'année 1984[33]
  - Meilleur catcheur technique de l'année 1984[33]
  - Équipe de l'année 1985[33]

| # | Résultat                      | Adversaire | Évènement                        | Date          | Durée | Lieu                     | Notes                                                                                               |
| - | ----------------------------- | ---------- | -------------------------------- | ------------- | ----- | ------------------------ | --------------------------------------------------------------------------------------------------- |
| 1 | Double décompte à l'extérieur | Tiger Mask | NJPW Big Fight Series 2 - Day 19 | 21 avril 1983 | 22:10 | Ryōgoku Kokugikan, Tokyo | Dans un match sans enjeu. Il s'agit du premier match cinq étoiles du Wrestling Observer Newsletter. |